# لوينا (كانتابريا)
بلدية لوينا (بالإسبانية: Luena)‏، هي إحدى بلديات منطقة كانتابريا, المصنفة على أنها مقاطعة أيضاً، في شمال إسبانيا.
يبلغ عدد سكانها 914 نسمة وفقاً لإحصائية سنة (2002).